# メリティマ (小惑星)
メリティマ (912 Maritima) は小惑星帯に位置する小惑星である。ベルゲドルフのハンブルク天文台でアルノルト・シュヴァスマンによって発見された。
ハンブルク大学で毎学期末に3-4日の日程で行われる船旅にちなんで命名された。
自転周期が55.5日と、リッペルタの68.4日についで遅い自転周期を持つ小惑星である。